# Jana Halliday
Jana Wadsimauna Halliday (belarussisch Яна Вадзімаўна Хэллідэй Jana Wadsimauna Chellidej, russisch Яна Вадимовна Хэллидэй Jana Wadimowna Chellidej, englische Transkription: Yana Halliday; * 29. Juli 1997 in Minsk als Jana Wadsimauna Schut, belarussisch Яна Вадзімаўна Шут, russisch Яна Вадимовна Шут Jana Wadimowna Schut, englische Transkription: Yana Shut) ist eine belarussische Billardspielerin.
Sie wurde 2018 Europameisterin der Frauen in der Poolbillarddisziplin 10-Ball und gewann zweimal die belarussische Meisterschaft im 9-Ball.
Im Snooker wurde sie viermal nationale Meisterin und gewann 2018 die U18-Weltmeisterschaft.

## Leben
Jana Halliday wurde 1997 in Minsk geboren, wo sie auch aufwuchs. Ihr Vater Wadsim Schut spielt ebenfalls Snooker und wurde 2013 belarussischer Ü40-Seniorenmeister, ihre Mutter ist Snookerschiedsrichterin.
Sie ist mit dem südafrikanischen Snookermeister Richard Halliday verheiratet.
2015 wurden Marharyta Fjafilawa und Jana Halliday in den Sportclub des Präsidenten aufgenommen. Sie sind die ersten Billardspielerinnen in Belarus, die diese staatliche Förderung erhalten.

## Karriere

### Anfänge
Jana Halliday begann 2005 im Alter von sieben Jahren mit dem Billardspielen. Dazu gebracht hatte sie ihr Vater Wadsim Schut. Halliday spielte zunächst Poolbillard und die vor allem in Osteuropa populäre Billardvariante Russisches Billard. Vier Jahre später begann sie mit dem Snooker.

### Russisches Billard
Nachdem sie 2007 in ihrer Heimatstadt erstmals an einem Europacupturnier teilgenommen hatte, schied sie 2010 in Moskau bei der Juniorinnen-Weltmeisterschaft in der Freien Pyramide sieglos in der Vorrunde aus.

### Poolbillard
Bereits 2006 erreichte Halliday bei der belarussischen U18-Meisterschaft im 9-Ball das Finale. 2009 wurde sie für die Jugend-Europameisterschaft nominiert, bei der sie jedoch im 8-Ball und im 9-Ball in der Vorrunde ausschied. Im selben Jahr zog sie bei beiden Damenwettbewerben der belarussischen Meisterschaft ins Finale ein und gewann den Titel im 9-Ball. Mit 12 Jahren und 4 Monaten ist sie bis heute (Stand: Dezember 2017) die jüngste belarussische Meisterin im Poolbillard. Im November 2011 erreichte sie erneut bei beiden Wettbewerben der belarussischen Meisterschaft das Endspiel und traf jeweils auf Anastassija Tumilowitsch. Nachdem sie im 8-Ball mit 3:4 verloren hatte, gewann Halliday das 9-Ball-Finale mit 6:4. In den folgenden Jahren konzentrierte sie ihre Karriere auf Snooker. 2016 nahm sie zum ersten Mal nach ihrem Titelgewinn wieder an der nationalen Meisterschaft teil und erreichte in allen drei Wettbewerben das Finale. Dreimal musste sie sich jedoch der Rekordsiegerin Marharyta Fjafilawa geschlagen geben (4:5 im 8-Ball, 2:6 im 9-Ball und 1:5 im 10-Ball). Ein Jahr später wurden mit der Einführung eines Wettbewerbs im 14/1 endlos vier Disziplinen gespielt. Halliday gelang dreimal der Finaleinzug, jeweils gefolgt von einer Niederlage gegen Fjafilawa. Im 8-Ball schied sie bereits im Viertelfinale gegen Palina Tschernik aus. Im Oktober 2017 zog sie auf der Baltic Pool League ins Finale ein, in dem sie gegen Marharyta Fjafilawa mit 3:6 verlor.
Im Juli 2018 nahm Halliday zum ersten Mal an der Europameisterschaft teil. Nachdem sie im 14/1 endlos sieglos ausgeschieden war, besiegte sie im 10-Ball unter anderem Yini Gaspar, Sara Rocha und Oliwia Czupryńska und zog schließlich ins Finale ein. Im Endspiel setzte sie sich mit 6:2 gegen die Rekordeuropameisterin Jasmin Ouschan durch und wurde als erste Belarussin Europameisterin. Anschließend erreichte sie im 8-Ball die Runde der letzten 32 und blieb im 9-Ball erneut sieglos. Auf der Baltic Pool League kam sie 2018 dreimal ins Endspiel; nachdem sie im September in Riga gegen ihre Landsfrau Anastassija Kossarawa mit 7:2 ihren ersten Turniersieg erzielt hatte, verlor sie im Oktober in Tallinn gegen Kateryna Polowyntschuk (1:6) und setzte sich schließlich beim Finalturnier mit 8:0 gegen Simona Milišauskaitė durch. Daneben nahm sie erstmals am Kremlin Cup teil, bei dem sie jedoch sieglos in der Vorrunde scheiterte. Bei der nationalen Meisterschaft 2018 gewann sie Silber im 14/1 endlos und Bronze im 8-Ball.
Bei der EM 2019 verpasste Halliday als Titelverteidigerin im 10-Ball den Einzug in die Endrunde und gewann die Bronzemedaille im 8-Ball. Bei der belarussischen Meisterschaft 2019 verlor sie im 14/1 endlos erneut das Finale und schied im 8-Ball bereits im Viertelfinale aus, bevor sie im Dezember durch einen 6:4-Finalsieg gegen Aljaksandra Karnej zum dritten Mal den 9-Ball-Titel gewann. Ein Jahr später gewann sie Bronze im 8-Ball und verlor im 9-Ball-Finale gegen Marharyta Fjafilawa.
Im Mai 2021 bildete Halliday gemeinsam mit Marharyta Fjafilawa das belarussische Team beim World Cup of Pool. Sie waren die ersten Vertreter ihres Landes bei dem Nationenturnier und bildeten neben den Engländerinnen Allison Fisher und Kelly Fisher das erste Frauenteam. Die Belarussinnen mussten sich in der ersten Runde den Briten Chris Melling und Jayson Shaw mit 4:7 geschlagen geben.

### Snooker
Nachdem sie bei ihren ersten drei Teilnahmen (2008, 2010, 2011) an der belarussischen Meisterschaft in der allgemeinen Klasse in der Vorrunde ausgeschieden war, erreichte Halliday 2012 als einzige Frau das Achtelfinale, in dem sie mit 1:2 gegen Aljaksandr Schdanowitsch verlor. Wenig später kam sie bei der Damen-Europameisterschaft erstmals über die Vorrunde hinaus. Im Achtelfinale unterlag sie der Russin Darja Sirotina. 2013 gewann sie gemeinsam mit Anastassija Tumilowitsch die Bronzemedaille bei der Mannschaftseuropameisterschaft. Bei der Einzel-EM erreichte Halliday das Viertelfinale, in dem sie gegen die spätere Europameisterin Wendy Jans verlor. Im selben Jahr gewann sie die als offene Meisterschaft ausgetragene polnische Meisterschaft der Damen. Im Dezember 2013 erreichte sie bei der Amateurweltmeisterschaft die Runde der letzten 24.
Im Januar 2014 wurde Halliday im Finale gegen Uladsislau Schopik belarussische U18-Meisterin. Wenig später unterlag sie Anastassija Tumilowitsch im Endspiel der belarussischen Damenmeisterschaft mit 1:3. In der allgemeinen Klasse erreichte sie im Mai 2014 erstmals das Viertelfinale und verlor mit 0:3 gegen Sjarhej Melnitschenok. Bei der EM 2014 schied sie im Achtelfinale gegen Darja Sirotina aus. Bei der Team-EM belegte sie gemeinsam mit Tumilowitsch den dritten Platz. Im selben Jahr gewann sie gemeinsam mit Ben Woollaston die Mixed-Doubles-Weltmeisterschaft des Profiverbands WLBSA und erreichte das Finale der WLBSA-U21-WM, das sie mit 1:3 gegen Hannah Jones verlor.
Anfang 2015 gelang Halliday bei der belarussischen U18-Meisterschaft gegen Kiryl Marholin die Titelverteidigung. Wenig später wurde sie durch einen 3:0-Finalsieg gegen Olga Iwanowa erstmals belarussische Meisterin der Damen. In der offenen Kategorie schied sie hingegen im Achtelfinale aus. Wenig später erreichte sie auf der WLBSA-Tour beim Eden Masters erstmals ein Halbfinale. Bei der WLBSA-U21-WM erreichte sie das Finale, das sie jedoch mit 2:3 gegen Jasmine Bolsover verlor. Nachdem sie bei der EM und bei der U21-WM der IBSF das Viertelfinale erreicht hatte, zog sie im Oktober 2015 in Sankt Petersburg bei der ersten Austragung der IBSF U18-WM ins Endspiel ein, in dem sie die Russin Anastassija Singurindi mit 3:0 besiegte und U18-Weltmeisterin wurde.
Bei der belarussischen Meisterschaft der Damen 2016 schied Halliday bereits im Halbfinale gegen Anastassija Tumilowitsch aus. Wenig später verlor sie im Achtelfinale der offenen nationalen Meisterschaft ebenfalls gegen Tumilowitsch. Bei der Europameisterschaft unterlag Halliday im Achtelfinale der Deutschen Diana Stateczny. Bei der U21-WM der IBSF erreichte sie 2016 das Viertelfinale, in dem sie mit 1:4 gegen die Varsha Sanjeev verlor. Im selben Jahr zog sie bei der U21-EM der WLBSA ins Halbfinale ein und unterlag auch dort der Inderin Sanjeev.
Im März 2017 wurde Halliday durch einen 3:0-Finalsieg gegen Anastassija Tumilowitsch zum zweiten Mal belarussische Meisterin. Während des gesamten Turniers war sie ohne Frameverlust geblieben. Bei der nationalen Meisterschaft in der offenen Klasse schied sie zum dritten Mal in Folge im Achtelfinale aus, diesmal gegen Kiryl Marholin. Im Juni 2017 erreichte sie bei der Europameisterschaft das Halbfinale und verlor mit 1:3 gegen Anna Prisjažņuka. Wenig später erreichte sie bei der U21-Weltmeisterschaft als einzige Europäerin das Viertelfinale, in dem sie der Chinesin Xia Yuying unterlag.
Anfang 2018 zog Halliday bei der belarussischen Meisterschaft der offenen Klasse als erste Frau ins Halbfinale ein, in dem sie sich dem späteren Turniersieger Uladsislau Ramanouski mit 1:3 geschlagen geben musste. Bei der Damen-Europameisterschaft erreichte sie 2018 zum zweiten Mal in Folge das Halbfinale und schied nach einer 2:0-Führung mit 2:4 gegen Cathy Dehaene aus.
Nachdem sie 2018 nicht am Damenturnier teilgenommen hatte, wurde Halliday im März 2019 durch einen 3:1-Finalsieg gegen Albina Ljaschtschuk erneut belarussische Meisterin. Wenig später schied sie bei der EM im Achtelfinale gegen Anastassija Netschajewa aus. Bei der nationalen Meisterschaft 2021 gelang ihr im Endspiel gegen Albina Ljaschtschuk mit 3:2 die Titelverteidigung.

## Erfolge
Poolbillard
| Ergebnis | Jahr   | Turnier                                   | Finalgegner              | Endstand |
| -------- | ------ | ----------------------------------------- | ------------------------ | -------- |
| Sieger   | 2011   | Belarussische Meisterschaft (9-Ball)      | Anastassija Tumilowitsch | 6:4      |
| Sieger   | 2012/1 | Belarussischer Pokal                      | Weranika Schatochina     | 6:5      |
| Sieger   | 2012/2 | Belarussischer Pokal                      | Weranika Schatochina     | 7:1      |
| Finalist | 2012/F | Belarussischer Pokal                      | Marharyta Fjafilawa      | 1:5      |
| Finalist | 2016   | Belarussische Meisterschaft (8-Ball)      | Marharyta Fjafilawa      | 4:5      |
| Finalist | 2016   | Belarussische Meisterschaft (9-Ball)      | Marharyta Fjafilawa      | 2:6      |
| Finalist | 2016   | Belarussische Meisterschaft (10-Ball)     | Marharyta Fjafilawa      | 1:5      |
| Finalist | 2017   | Belarussische Meisterschaft (14/1 endlos) | Marharyta Fjafilawa      | 4:50     |
| Finalist | 2017/4 | Baltic Pool League                        | Marharyta Fjafilawa      | 3:6      |
| Finalist | 2017   | Belarussische Meisterschaft (10-Ball)     | Marharyta Fjafilawa      | 2:5      |
| Finalist | 2017   | Belarussische Meisterschaft (9-Ball)      | Marharyta Fjafilawa      | 4:6      |
| Finalist | 2018   | Belarussische Meisterschaft (14/1 endlos) | Marharyta Fjafilawa      | 14:50    |
| Sieger   | 2018   | Europameisterschaft (10-Ball)             | Jasmin Ouschan           | 6:2      |
| Sieger   | 2018/3 | Baltic Pool League                        | Anastassija Kossarawa    | 7:2      |
| Finalist | 2018/4 | Baltic Pool League                        | Kateryna Polowyntschuk   | 1:6      |
| Sieger   | 2018/F | Baltic Pool League                        | Simona Milišauskaitė     | 8:0      |
| Finalist | 2019   | Belarussische Meisterschaft (14/1 endlos) | Marharyta Fjafilawa      | 51:75    |
| Sieger   | 2019   | Belarussische Meisterschaft (9-Ball)      | Aljaksandra Karnej       | 6:4      |
| Finalist | 2020   | Belarussische Meisterschaft (9-Ball)      | Marharyta Fjafilawa      | 3:6      |
| Sieger   | 2021/1 | Belarussischer Pokal                      | Darja Tscheprassowa      | 5:4      |

Snooker
| Ergebnis | Jahr | Turnier                         | Finalgegner              | Endstand |
| -------- | ---- | ------------------------------- | ------------------------ | -------- |
| Sieger   | 2014 | Belarussische U18-Meisterschaft | Uladsislau Schopik       | 3:1      |
| Finalist | 2014 | Belarussische Meisterschaft     | Anastassija Tumilowitsch | 1:3      |
| Sieger   | 2015 | Belarussische U18-Meisterschaft | Kiryl Marholin           | 3:0      |
| Sieger   | 2015 | Belarussische Meisterschaft     | Wolha Iwanowa            | 3:0      |
| Sieger   | 2015 | U18-Weltmeisterschaft           | Anastassija Singurindi   | 3:0      |
| Sieger   | 2017 | Belarussische Meisterschaft     | Anastassija Tumilowitsch | 3:0      |
| Sieger   | 2019 | Belarussische Meisterschaft     | Albina Ljaschtschuk      | 3:1      |
| Sieger   | 2021 | Belarussische Meisterschaft     | Albina Ljaschtschuk      | 3:2      |

Weitere Erfolge (Snooker)
- Polnische Meisterin: 2013
- Mixed-Doubles-Weltmeisterschaft: 2014 (mit Ben Woollaston)